# Dutch International 2019
Die Dutch International 2019 im Badminton fanden vom 11. bis zum 14. April 2019 in Wateringen statt. Es war die 20. Austragung der Titelkämpfe.

## Austragungsort
- Velohal, Noordweg 26

## Sieger und Platzierte
| Disziplin    | Gold                            | Silber                             | Bronze                              |
| ------------ | ------------------------------- | ---------------------------------- | ----------------------------------- |
| Herreneinzel | Harsheel Dani                   | Mads Christophersen                | Arnaud Merklé                       |
| Herreneinzel | Harsheel Dani                   | Mads Christophersen                | Jacob Nilsson                       |
| Dameneinzel  | Line Christophersen             | Clara Azurmendi                    | Yaëlle Hoyaux                       |
| Dameneinzel  | Line Christophersen             | Clara Azurmendi                    | Mariya Mitsova                      |
| Herrendoppel | Daniel Lundgaard Mathias Thyrri | Oliver Leydon-Davis Abhinav Manota | Nicklas Mathiasen Mikkel Stoffersen |
| Herrendoppel | Daniel Lundgaard Mathias Thyrri | Oliver Leydon-Davis Abhinav Manota | Philip Seerup Jesper Toft           |
| Damendoppel  | Amalie Magelund Freja Ravn      | Debora Jille Alyssa Tirtosentono   | Nadia Fankhauser Iris Tabeling      |
| Damendoppel  | Amalie Magelund Freja Ravn      | Debora Jille Alyssa Tirtosentono   | Julie Finne-Ipsen Mai Surrow        |
| Mixed        | Mathias Thyrri Elisa Melgaard   | William Villeger Vimala Hériau     | Eloi Adam Margot Lambert            |
| Mixed        | Mathias Thyrri Elisa Melgaard   | William Villeger Vimala Hériau     | Jack MacGregor Sian Kelly           |